# Првенство Југославије у рагбију
Првенство Југославије у рагбију је највише рагби такмичење у СФР Југославији у периоду од 1957. до 1992, а након распада СФРЈ, његов правни наследник је Првенство СР Југославије.

## Историја
На овим просторима први рагби клуб је основан у Шапцу 1919. године на иницијативу Маринка Ђорђевића Маше. Клуб је назван "Орао" и постојао је до 1923. године. Одржано је низ сусрета између две екипе тог клуба, али како није било већег интересовања за овај спорт тако се временом и клуб угасио. Слично је прошла и рагби секција коју је основао фудбалер Јова Рашић, при познатом београдском спортском клубу СК Југославија.
У Београду 26. септембра 1953. године, на позив Савеза спортова Југославије, на стадиону ЈНА гостовале су две екипе из Француске "Медитеран Прованс" и "Национална студентска репрезентација Француске" у циљу промоције рагби лиге (рагби 13) у тадашњој Југославији. Поред утакмице одигране у Београду рагби је промовисан и у Новом Саду, Загребу, Суботици и Љубљани.
Оснивачка скупштина Рагби одбора Београда одржана је 18. 12. 1953. године. Затим су основани први рагби клубови у СФРЈ: Рагби клуб Партизан, АСК Панчево, Рагби клуб Црвена звезда, Рагби клуб Никола Тесла и Рагби клуб ДИФ Београд. Међутим неки су се брзо угасили.
Прва утакмица између новоформираних тимова одиграна је 26. 4. 1954. године у Параћину на промоцији нове игре. Утакмицу су одиграле две београдске екипе: Рагби клуб Партизан и Рагби клуб Раднички. Партизан је победио са 21:11 (3:5). Прва утакмица у Београду између новоформираних клубова одиграна је 01. 5. 1954. године на стадиону ЈНА. Играле су исте екипе, а Партизан је победио резултатом 16:14.
Рагби лига (Рагби 13) је била заступљенија у Републици Србији, док се Рагби унија (Рагби 15) играла у Републици Хрватској. Боља организација је била потребна стога су Рагби лига и Рагби унија удружиле снаге и формирале Рагби Савез Југославије. Ово је можда јединствени случај у историји рагбија да је дошло до сарадње Рагби Уније и Рагби Лиге.
Рагби савез Југославије формиран је 10. 7. 1954. године уз учешће 36 делегата из Београда, Загреба, Љубљане, Ријеке, Новог Сада и Панчева. 17. 10. 1954. године, одигран је сусрет репрезентација Београда и Загреба који је завршен резултатом 9:9. На Дан Републике, 29. 11. 1954. године у Загребу, одржан је први међународни клупски сусрет и то између екипе Младости из Загреба и репрезентације британских трупа стационираних у Аустрији. Победила је екипа британске војске резултатом 14:11 (5:3).
Године 1957. формирано је национално првенство за Рагби лигу. Сваки клуб је играо једанпут са противницима а следеће године је почело и такмичење у националном купу. Рагби лига се играла до 1962. а од 1963. игра се Рагби унија и тако је остало до распада Југославије. Од 1980. у Првој лиги Југославије играле су по 6 екипа.

## Првенство СФР Југославије у рагбију
| Сезона                 | Првак                 | Другопласирани        |                       |
| Рагби 13 (Рагби лига)  | Рагби 13 (Рагби лига) | Рагби 13 (Рагби лига) | Рагби 13 (Рагби лига) |
| ---------------------- | --------------------- | --------------------- | --------------------- |
| 1957.                  | Јединство Панчево     | Младост Загреб        |                       |
| 1958.                  | Младост Загреб        | Јединство Панчево     |                       |
| 1959.                  | Партизан Београд      | Јединство Панчево     |                       |
| 1960.                  | Партизан Београд      | Младост Загреб        |                       |
| 1961.                  | Партизан Београд      | Нада Сплит            |                       |
| 1962.                  | Нада Сплит            | Младост Загреб        |                       |
| 1963.                  | Нада Сплит            | Младост Загреб        |                       |
| Рагби 15 (Рагби унија) |                       |                       |                       |
| 1964.                  | Нада Сплит            | Бродарац Београд      |                       |
| 1965.                  | Нада Сплит            | Младост Загреб        |                       |
| 1966.                  | Нада Сплит            | Бродарац Београд      |                       |
| 1967.                  | Нада Сплит            | Динамо Панчево        |                       |
| 1968.                  | Динамо Панчево        | Нада Сплит            |                       |
| 1969.                  | Динамо Панчево        | Нада Сплит            |                       |
| 1970.                  | Нада Сплит            | Динамо Панчево        |                       |
| 1971.                  | Нада Сплит            | РК Загреб             |                       |
| 1972.                  | Нада Сплит            | Младост Загреб        |                       |
| 1973.                  | Нада Сплит            | Динамо Панчево        |                       |
| 1974.                  | Динамо Панчево        | Енергоинвест Макарска |                       |
| 1975.                  | РК Загреб             | Нада Сплит            |                       |
| 1976.                  | РК Загреб             | Колинс Љубљана        |                       |
| 1977.                  | РК Загреб             | Динамо Панчево        |                       |
| 1978.                  | РК Загреб             | Динамо Панчево        |                       |
| 1979.                  | Динамо Панчево        | РК Загреб             |                       |
| 1980.                  | РК Загреб             | Динамо Панчево        |                       |
| 1981.                  | РК Загреб             | Динамо Панчево        |                       |
| 1982.                  | Челик Зеница          | РК Загреб             |                       |
| 1983.                  | Челик Зеница          | РК Загреб             |                       |
| 1984.                  | Челик Зеница          | Нада Сплит            |                       |
| 1985.                  | Челик Зеница          | Нада Сплит            |                       |
| 1986.                  | Челик Зеница          | Нада Сплит            |                       |
| 1987.                  | Челик Зеница          | Нада Сплит            |                       |
| 1988.                  | Партизан Београд      | Челик Зеница          |                       |
| 1989.                  | Нада Сплит            | Челик Зеница          |                       |
| 1990.                  | Челик Зеница          | РК Загреб             |                       |
| 1991.                  | Партизан Београд      | Челик Зеница          |                       |
| 1992.                  | Партизан Београд      | Челик Зеница          |                       |

*Напомена: Рагби клуб Јединство из Панчева преименован је 1963. године у Динамо Панчево.

## Успешност клубова
| Клуб                  | Првак | Вицепрвак | Година (првак)                                                    | Година (вицепрвак)                                    |
| --------------------- | ----- | --------- | ----------------------------------------------------------------- | ----------------------------------------------------- |
| Нада Сплит            | 11    | 8         | 1962, 1963, 1964, 1965, 1966, 1967, 1970, 1971, 1972, 1973, 1989. | 1961, 1968, 1969, 1975, 1984, 1985, 1986, 1987.       |
| Челик Зеница          | 7     | 4         | 1982, 1983, 1984, 1985, 1986, 1987, 1990.                         | 1988, 1989, 1991, 1992.                               |
| РК Загреб             | 6     | 5         | 1975, 1976, 1977, 1978, 1980, 1981.                               | 1971, 1979, 1982, 1983, 1990.                         |
| Партизан Београд      | 6     | -         | 1959, 1960, 1961, 1988, 1991, 1992.                               | -                                                     |
| Динамо Панчево        | 5     | 9         | 1957, 1968, 1969, 1974, 1979.                                     | 1958, 1959, 1967, 1970, 1973, 1977, 1978, 1980, 1981. |
| Младост Загреб        | 1     | 6         | 1958.                                                             | 1957, 1960, 1962, 1963, 1965, 1972.                   |
| Бродарац Београд      | -     | 2         | -                                                                 | 1964, 1966.                                           |
| Колинс Љубљана        | -     | 1         | -                                                                 | 1976.                                                 |
| Енергоинвест Макарска | -     | 1         | -                                                                 | 1974.                                                 |